# Marisol Malaret
Marisol Malaret Contreras (Utuado, 13 de outubro de 1949 – San Juan, 19 de março de 2023) foi uma modelo porto-riquenha, coroada como Miss Universo 1970, a primeira de Porto Rico na história do concurso. 
Começou a trabalhar muito cedo como secretária na companhia telefônica International Telephone and Telegraph Company (ITT), devido à morte do pai e da doença crônica da mãe, que morreu quando tinha oito anos e ela e o irmão Jesús Antonio passaram a ser criados pela tia Esther Contreras. Neste emprego, que dividia com trabalhos avulsos de modelo, foi persuadida por amigos a competir no Miss Porto Rico, e sua aparência e força de vontade a fizeram uma das favoritas no concurso nacional, que venceu em 21 de junho de 1970.

## Miss Universo
Em Miami Beach, Marisol não era um das favoritas, posição ocupada pelas Miss Austrália, Suécia, Argentina e a favorita da imprensa e do público, a norte-americana Deborah Shelton. Classificada entre as dez semifinalistas após o desfile de maiô, começou a despertar atenção a partir daí, com um corpo perfeito e um grande desfile em passarela, preparada que foi para o concurso por Anna Santisteban, respeitada empreendedora, diretora e organizadora do concurso nacional em seu país, que sob sua direção faria três Misses Universo porto-riquenhas.
As cinco finalistas escolhidas foram Porto Rico, EUA, Argentina, Austrália e Japão. Ao final, ficaram no palco apenas Marisol e Deborah Shelton. A audiência presente tinha certeza que a americana Deborah Shelton seria coroada a Miss Universo. A surpresa veio com o anúncio do mestre de cerimônias Bob Barker, declarando Shelton em segundo lugar e Malaret como a nova Miss Universo. A princípio, nem ela própria - muito mais bonita pessoalmente que em fotos e imagens de televisão, talvez tenha sido a menos fotogênica de todas as Misses Universo - acreditou, mas o considerado impossível aconteceu e na noite de 11 de julho de 1970 ela tornou-se a primeira Miss Universo porto-riquenha.
Seu retorno a Porto Rico dez dias depois, foi considerado até então uma das maiores apoteóticas recepções populares já acontecidas no Aeroporto Internacional Luis Muñoz Marin, então Isla Verde International Airport, em San Juan. Além de ser recebida pelo governador-geral Luis Ferre e membros do gabinete e do senado na escada do avião, o aeroporto foi invadido por uma onda humana de cerca de dez mil pessoas, que destruíram cercas e barreiras para recepcioná-la, além da multidão que se postou nas ruas por onde desfilou em carro aberto.

## Vida posterior e morte
A ruiva porto-riquenha de maior beleza natural entre todas as portorriquenhas a ser coroada, foi recebida com honras em seu país e até hoje é uma figura de grande popularidade local. Nos anos seguintes, tornou-se celebridade da mídia local, e tornou-se a diretora-fundadora da revista Caras em Porto Rico.
Morreu em 19 de março de 2023, aos 73 anos, em San Juan.